# 羅斯山 (基茨比爾阿爾卑斯山脈)
47°25′31″N 12°04′10″E / 47.42528°N 12.06944°E
羅斯山（德語：Roßkopf），是奧地利的山峰，位於該國西部，由蒂羅爾州負責管轄，屬於基茨比爾阿爾卑斯山脈的一部分，海拔高度1,731米，每年平均降雨量1,971毫米。